# Bolton-on-Swale
Pour les articles homonymes, voir Bolton.
Bolton-on-Swale est un village et une paroisse civile du Yorkshire du Nord, en Angleterre.